# ンジャメナ
ンジャメナ（N'Djamena、アラビア語: نجامينا  Niǧāmīnā）は、チャドの首都。他州とともにチャドを構成する特別地域である。
人口は1,092,066人（2012年）であり、チャドで最も人口の多い都市である。

## 名称
日本語話者にとっては、国連加盟国の首都で唯一「ン」で始まる地名として知られるが、アフリカにおいては「ン（N'やN＋子音字）」で始まる地名は珍しくない。日本語ではヌジャメナ、エンジャメナ、ウンジャメナ、ン・ジャメナとも表記される。

## 歴史
起源はフランス人によって1900年に建設されたフォール・ラミ（Fort-Lamy）にある。この名前は街の建設の直前に起きた1900年4月22日、クッセリの戦いで死亡した指揮官アメデ・フランソワ・ラミ（Amédée-François Lamy）に由来する。
1973年9月7日にアラビア語で“place of rest”を意味するンジャメナと改名された。行政学校、医学校がある。
2006年4月13日、反政府勢力en:United Front for Democratic Change（FUC）が侵攻（en:Battle of N'Djamena (2006)）。
2008年2月2日、FUCを含む反政府勢力en:Union of Forces for Democracy and Development（UFDD）が侵攻（en:Battle of N'Djamena (2008)）。

## 地理
シャリ川と支流のロゴーヌ川の合流点である。シャリ川、ロゴーヌ川はカメルーンとの国境となっている。シャリ川対岸にはカメルーンの都市クッスリ（または、クッセリ）がある。ンジャメナ市域はシャリ＝バギルミ州に囲まれている。シャリ川、ロゴーヌ川の河港がある。市の中心的機能は第一に国内行政の中心としての政治的機能にある。

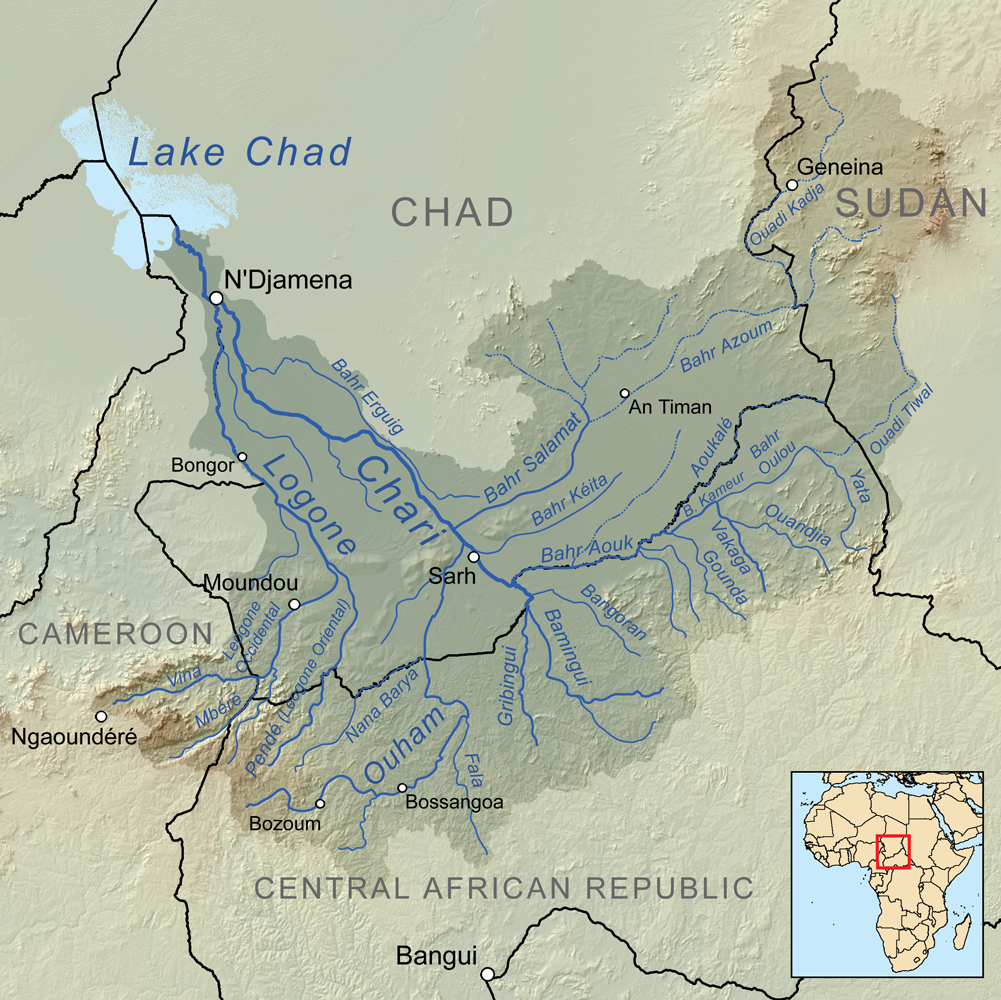
シャリ川の流域図 シャリ川(Chari)とロゴーヌ川(Logone)がンジャメナ(N'Djamena)付近で合流している

## 気候

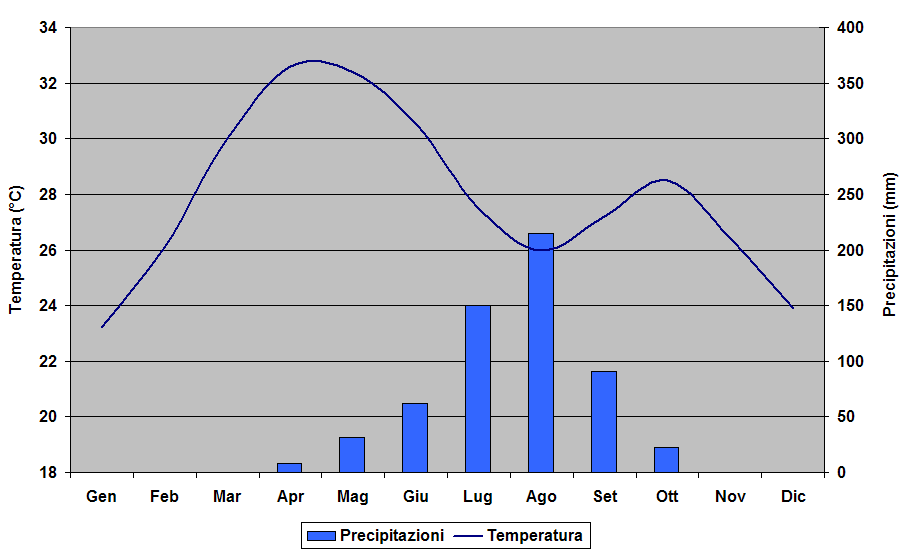
雨温図（ンジャメナ）

気温は年平均で27.8℃、年間総雨量は556 mmである。ステップ気候で明確な雨季と乾季がある。
| ンジャメナ (1961年-1990年)の気候 | ンジャメナ (1961年-1990年)の気候 | ンジャメナ (1961年-1990年)の気候 | ンジャメナ (1961年-1990年)の気候 | ンジャメナ (1961年-1990年)の気候 | ンジャメナ (1961年-1990年)の気候 | ンジャメナ (1961年-1990年)の気候 | ンジャメナ (1961年-1990年)の気候 | ンジャメナ (1961年-1990年)の気候 | ンジャメナ (1961年-1990年)の気候 | ンジャメナ (1961年-1990年)の気候 | ンジャメナ (1961年-1990年)の気候 | ンジャメナ (1961年-1990年)の気候 | ンジャメナ (1961年-1990年)の気候 |
| 月                               | 1月                              | 2月                              | 3月                              | 4月                              | 5月                              | 6月                              | 7月                              | 8月                              | 9月                              | 10月                             | 11月                             | 12月                             | 年                               |
| -------------------------------- | -------------------------------- | -------------------------------- | -------------------------------- | -------------------------------- | -------------------------------- | -------------------------------- | -------------------------------- | -------------------------------- | -------------------------------- | -------------------------------- | -------------------------------- | -------------------------------- | -------------------------------- |
| 平均最高気温 °C （°F）           | 32.4 (90.3)                      | 35.2 (95.4)                      | 38.7 (101.7)                     | 41.0 (105.8)                     | 39.9 (103.8)                     | 37.2 (99)                        | 33.5 (92.3)                      | 31.6 (88.9)                      | 33.7 (92.7)                      | 36.9 (98.4)                      | 35.8 (96.4)                      | 33.5 (92.3)                      | 35.78 (96.42)                    |
| 平均最低気温 °C （°F）           | 14.3 (57.7)                      | 16.6 (61.9)                      | 21.0 (69.8)                      | 24.8 (76.6)                      | 25.8 (78.4)                      | 24.7 (76.5)                      | 23.1 (73.6)                      | 22.4 (72.3)                      | 22.7 (72.9)                      | 21.8 (71.2)                      | 17.8 (64)                        | 14.8 (58.6)                      | 20.82 (69.46)                    |
| 降水量 mm （inch）               | 0.0 (0)                          | 0.0 (0)                          | 0.3 (0.012)                      | 10.3 (0.406)                     | 25.8 (1.016)                     | 51.0 (2.008)                     | 143.8 (5.661)                    | 174.4 (6.866)                    | 84.3 (3.319)                     | 20.3 (0.799)                     | 0.1 (0.004)                      | 0.0 (0)                          | 510.3 (20.091)                   |
| 平均降水日数 （≥0.1 mm）         | 0                                | 0                                | 1                                | 3                                | 6                                | 9                                | 13                               | 15                               | 9                                | 3                                | 1                                | 0                                | 60                               |
| % 湿度                           | 29                               | 23                               | 21                               | 28                               | 39                               | 52                               | 68                               | 76                               | 72                               | 49                               | 33                               | 31                               | 43.4                             |
| 平均月間日照時間                 | 297.6                            | 277.2                            | 282.1                            | 273.0                            | 285.2                            | 258.0                            | 213.9                            | 201.5                            | 228.0                            | 285.2                            | 300.0                            | 303.8                            | 3,205.5                          |
| 出典1：WMO                       |                                  |                                  |                                  |                                  |                                  |                                  |                                  |                                  |                                  |                                  |                                  |                                  |                                  |
| 出典2：CMA                       |                                  |                                  |                                  |                                  |                                  |                                  |                                  |                                  |                                  |                                  |                                  |                                  |                                  |

## 下位行政区画
ンジャメナは、10の行政区（Arrondissement）によって成り立つ。人口は2009年。
- 第一区（1er Arrondissement）：75,203人
- 第二区（2ème Arrondissement）：59,260人
- 第三区（3ème Arrondissement）：40,928人
- 第四区（4ème Arrondissement）：72,067人
- 第五区（5ème Arrondissement）：100,948人
- 第六区（6ème Arrondissement）：45,500人
- 第七区（7ème Arrondissement）：223,231人
- 第八区（8ème Arrondissement）：184,641人
- 第九区（9ème Arrondissement）：75,593人
- 第十区（10ème Arrondissement）：74,047人

## 経済
日用品の交易中心地でもあり、家畜、塩、ナツメヤシ、穀物が取引される。市の最も重要な産業は食肉、魚、綿花の加工である。

## 交通
北西にンジャメナ国際空港があり、各国との主要な交通手段となっている。エールフランス、エチオピア航空、スーダン航空、カメルーン航空が就航している。川を挟んで対岸のカメルーンの都市クッスリとは橋でつながっている。

## 教育
- ンジャメナ大学（英語版）

## スポーツ

### サッカー
ンジャメナをホームとするサッカークラブがある。
- Gazelle FC
- Geyser FC

## 治安
反政府勢力が2006年、2008年に侵攻し、武力攻撃を仕掛けるなど、治安の状況が極端に悪化している。
市内の空港には、フランス軍の軍事施設があり、フランスが行うアフリカ地域における軍事行動（例:2013年1月にマリ共和国に対して行われた軍事介入）の拠点の一つとなっている。

## ンジャメナの風景
出所はアメリカ海洋大気圏局 (NOAA)。いずれも1960年代の撮影と推測される。
- ンジャメナの通り
- シャリ川の河畔
- ンジャメナのキリスト教会
- 馬に乗った市民
- ンジャメナの市民
- ンジャメナの建物

## 姉妹都市
- トゥールーズ、フランス
- Stupino（ストゥピノ） ロシア モスクワ州

## 出身者
- ヤフェット・エンドラム - サッカー選手（元チャド代表）